# 阿弥陀寺 (京都市上京区)
阿弥陀寺（あみだじ）は、京都市上京区にある浄土宗の寺院。山号は蓮台山。院号は総見院。本尊は阿弥陀如来。織田信長の墓があることで知られる。

## 歴史
天文24年（1555年）に浄土宗の玉誉清玉が、近江国坂本に創建したのが当寺の始まりである。その後、清玉は自身と縁のある織田信長からの帰依を得ると、上京の今出川大宮に寺基を移す。
天正10年（1582年）6月2日に信長が本能寺の変で自害すると、清玉は自ら合戦中の本能寺に赴いて信長の遺灰を持ち帰り、墓を築いたとされている。後に織田信忠の遺骨も二条新御所より拾い集め、信長の墓の横にその墓を作ったという。さらに本能寺の変によって討死した名の分からぬ多数の犠牲者も当寺に葬って供養したという。
天正13年（1585年）に豊臣秀吉の京都改造により現在地に移転した。
延宝3年（1675年）11月25日に火災にあい、信長の木像、武具・道具類などの遺物が焼失した。焼け残ったものは大雲院に移されたが、同院でも再び火災にあって今ではほとんど残っていない。
美作国津山藩の4代藩主・森長成は毎年6月2日に法要をし、信長公百年忌も執り行ったというが、森家の改易後は御茶湯料の寄進はなくなったとする。
1917年（大正6年）に勅使が来訪し、当寺の信長の墓は「織田信長公本廟」として公認された。

## 境内

本堂

織田信長廟

- 本堂
- 池
- 庫裏
- 庭園
- 鐘楼
- 山門

### 墓所
- 織田信長公本廟[1]
- 織田信忠の墓 - 信長の墓石の隣にある。
- 森成利（蘭丸）の墓[2]
- 森長隆（坊丸）の墓
- 森長氏（力丸）の墓
- 福富秀勝の墓
- 津田九郎次郎の墓
- 赤座七郎右衛門の墓
- 団平八郎の墓
- 湯浅甚介の墓
- 櫻木傳七郎の墓
- 津田権之佐信貞の墓[注釈 1]
- 青柳勘太郎の墓[注釈 1]
- 桑原吉三の墓[注釈 1]
- 皆川淇園の墓
- 俳僧蝶夢の墓
- 清玉上人の墓